# Walther Eidlitz
Walther Eidlitz (* 28. August 1892 in Wien; † 28. August 1976 in Vaxholm in Schweden) war ein österreichischer Schriftsteller im Bereich von Lyrik, Erzählung und Drama. Später widmete er sich dem Studium der Geistesgeschichte Indiens. 
Im Hinblick auf sein Interesse an der indischen Religion und Philosophie verließ er seine Familie in Wien und reiste nach Indien, wo er von 1938 bis 1946 und von 1950 bis 1951 auf der Suche nach Gott lebte. Als Österreicher wurde er während des Zweiten Weltkrieges in Indien interniert. 1946 zog Eidlitz nach Schweden, wo er auch starb. 
1920 wurde Walther Eidlitz zusammen mit Victor Fleischer, Ernst Lothar und Leopold Hörmann der Bauernfeld-Preis der österreichischen Regierung zuerkannt.

## Werke (Auswahl)

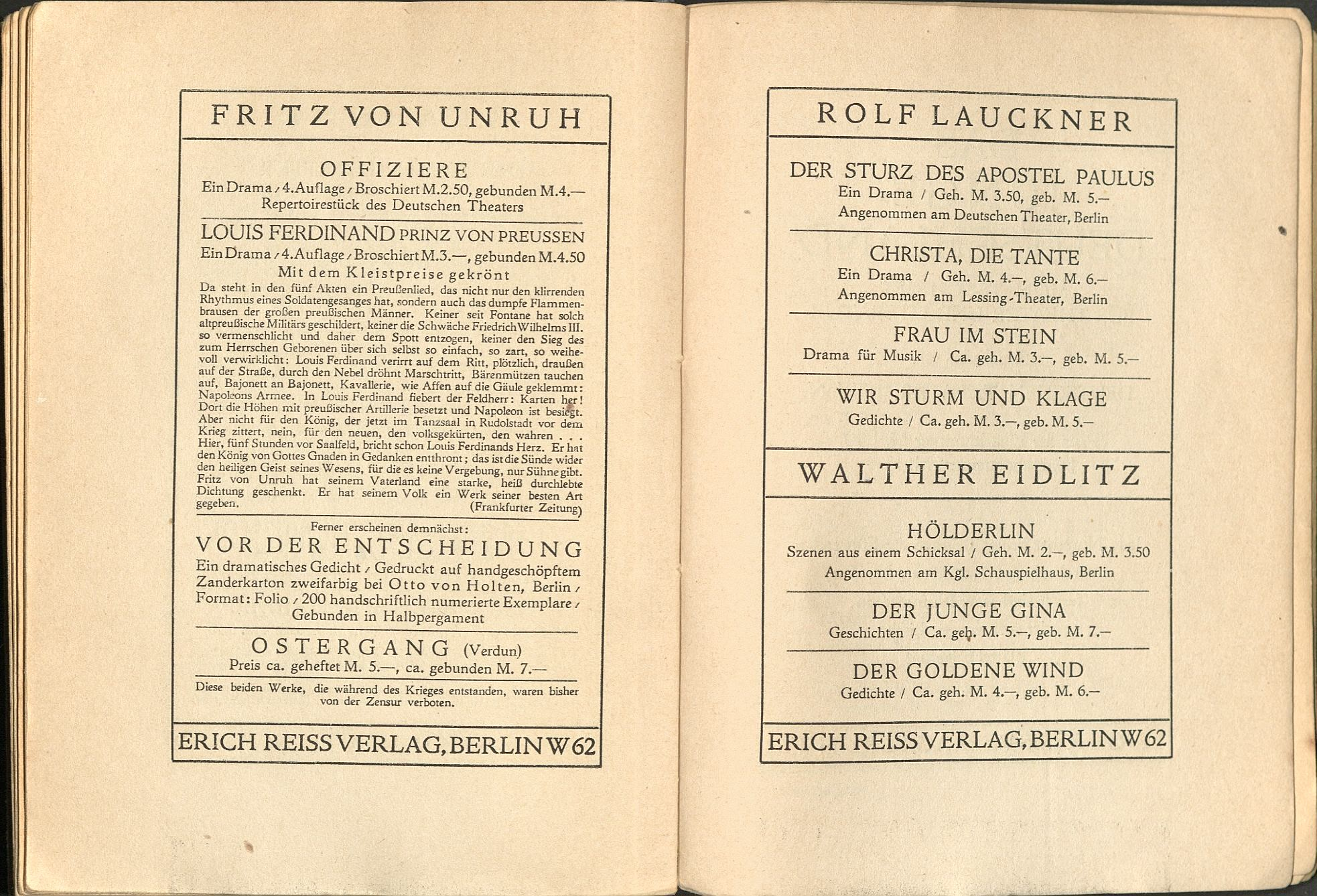
Anzeige bei Erich Reiss (1918)

- 1917: Hölderlin – Szenen aus einem Schicksal (Schauspiel)
- 1918: Der goldene Wind (Gedichte)
- 1919: Der junge Gina (Erzählungen)
- 1921: Die Herbstvögel (Schauspiel)
- 1923: Der Berg in der Wüste (Drama)
- 1926: Die Gewaltigen (Novellen)
- 1930: Zodiak (Roman)
- 1932: Das Licht der Welt (Roman)
- 1935: Reise nach den vier Winden: auf den Spuren der Weltgeschichte.
- 1951: Bhakta – Eine indische Odyssee (PDF; 821 kB)
- 1955: Die indische Gottesliebe
- 1956: Der Glaube und die heiligen Schriften der Inder (PDF; 1,2 MB)
- 1968: Kṛṣṇa-Caitanya. Sein Leben und Seine Lehre
- 1974: Der Sinn des Lebens